# Condado de Benzie
O Condado de Benzie é um dos 88 condados do estado americano de Michigan. A sede do condado é Beulah, e sua maior cidade é Beulah.
O condado possui uma área de 2 226 km² (dos quais 1 394 km² estão cobertos por água), uma população de 15 998 habitantes, e uma densidade populacional de 19 hab/km² (segundo o censo nacional de 2000).